# Женска кошаркашка репрезентација Украјине
Женска кошаркашка репрезентација Украјине представља Украјину на међународним кошаркашким такмичењима.
Кошаркашице из Украјине су до 1992. играле за национални тим Совјетског Савеза. 

## Учешћа на међународним такмичењима

### Олимпијске игре
| Година         | Турнир                | Пласман               | ИГ                    | П                     | И                     | ДК                    | ПК                    | Разл.                 |
| -------------- | --------------------- | --------------------- | --------------------- | --------------------- | --------------------- | --------------------- | --------------------- | --------------------- |
| 1996.          | Утакмица за 3. место  | 4. место              | 8                     | 4                     | 4                     | 529                   | 555                   | -26                   |
| 2000. до 2012. | Није се квалификовала | Није се квалификовала | Није се квалификовала | Није се квалификовала | Није се квалификовала | Није се квалификовала | Није се квалификовала | Није се квалификовала |
| Укупно         | 1/5                   |                       | 8                     | 4                     | 4                     | 529                   | 555                   | -26                   |

### Светска првенства
Није учествовала

### Европска првенства
| Година | Турнир                | Пласман               | ИГ                    | П                     | И                     | ДК                    | ПК                    | Разл.                 |
| ------ | --------------------- | --------------------- | --------------------- | --------------------- | --------------------- | --------------------- | --------------------- | --------------------- |
| 1993.  | Није се квалификовала | Није се квалификовала | Није се квалификовала | Није се квалификовала | Није се квалификовала | Није се квалификовала | Није се квалификовала | Није се квалификовала |
| 1995.  | Финале                | 1. место              | 9                     | 8                     | 1                     | 638                   | 561                   | +77                   |
| 1997.  | Први круг             | 10. место             | 7                     | 3                     | 4                     | 528                   | 543                   | -15                   |
| 1999.  | Није се квалификовала | Није се квалификовала | Није се квалификовала | Није се квалификовала | Није се квалификовала | Није се квалификовала | Није се квалификовала | Није се квалификовала |
| 2001.  | Први круг             | 11. место             | 7                     | 1                     | 6                     | 452                   | 541                   | -89                   |
| 2003.  | Први круг             | 11. место             | 7                     | 1                     | 6                     | 476                   | 526                   | -50                   |
| 2005.  | Није се квалификовала | Није се квалификовала | Није се квалификовала | Није се квалификовала | Није се квалификовала | Није се квалификовала | Није се квалификовала | Није се квалификовала |
| 2007.  | Није се квалификовала | Није се квалификовала | Није се квалификовала | Није се квалификовала | Није се квалификовала | Није се квалификовала | Није се квалификовала | Није се квалификовала |
| 2009.  | Први круг             | 15. место             | 3                     | 0                     | 3                     | 191                   | 241                   | -50                   |
| 2011.  | Није се квалификовала | Није се квалификовала | Није се квалификовала | Није се квалификовала | Није се квалификовала | Није се квалификовала | Није се квалификовала | Није се квалификовала |
| 2013.  | Први круг             | 16. место             | 3                     | 0                     | 3                     | 180                   | 225                   | -45                   |
| Укупно | 6/11                  | 1. титула             | 36                    | 13                    | 23                    | 2465                  | 2637                  | -172                  |